# Ibiraiaras
Ibiraiaras är en kommun i Brasilien.   Den ligger i delstaten Rio Grande do Sul, i den södra delen av landet, 1 500 km söder om huvudstaden Brasília. Antalet invånare är 7 175.
I omgivningarna runt Ibiraiaras växer huvudsakligen savannskog. Runt Ibiraiaras är det mycket glesbefolkat, med 5 invånare per kvadratkilometer.